# HOTOL
HOTOL (англ. Horizontal Take-Off and Landing — горизонтальный взлет и посадка), название британского проекта орбитального самолёта с воздушно-реактивным двигателем, который разрабатывался компаниями Rolls-Royce и British Aerospace.
Спроектированный как одноступенчатый крылатый космический аппарат многоразового использования, HOTOL планировалось оснастить уникальными воздушно-реактивными (турборакетными) двигателями RB545, которые разрабатывались компанией Rolls-Royce. Двигатель работал на жидком водороде в качестве топлива, и жидком кислороде в качестве окислителя, но позволял значительно сократить необходимое количество окислителя на борту, благодаря использованию забортного атмосферного кислорода при полёте в нижних слоях атмосферы.
Поскольку топливо и окислитель обычно составляют наибольшую часть взлетной массы ракеты, HOTOL должен был быть значительно меньше чем обычные ракеты с ЖРД, с габаритами приблизительно как у среднего авиалайнера, например Ту-134. Однако, сравнение с ракетой, использующей схожие конструкторские решения, не показало значительных преимуществ, и финансирование проекта было прекращено.

## Описание
HOTOL должен был быть 63 метров в длину, 12,8 метров в высоту, 7 метров в диаметре и с размахом крыла равным 28,3 метров. Беспилотный аппарат был предназначен для доставки полезной нагрузки массой около 7-8 тонн на низкую орбиту высотой 300 км. Он должен был взлетать с взлетно-посадочной полосы, размещаясь на фюзеляже большого самолёта-носителя с ракетными ускорителями, которые должны были помочь разогнать аппарат до скоростей, оптимальных для работы его двигателей. Двигатели должны были переключаться с воздушно-реактивного, на чисто ракетный режим работы, при достижении аппаратом скоростей в 5-7 Мах. После выхода на орбиту, HOTOL должен был выполнить управляемый спуск в атмосфере и планирование для посадки на обычную взлетно-посадочную полосу (длиной не менее 1,5 километра). Конструкция была рассчитана на беспилотный, автоматический полёт, однако на более поздних стадиях проекта он мог стать пилотируемым. Для уменьшения массы шасси аппарата было сконструировано слишком маленьким и не могло выдержать массу полностью заправленного орбитального самолёта, поэтому в случае аварийной посадки топливо необходимо было сбросить.

## Разработка
Концепция проекта HOTOL основана на работах по созданию ВРД с предварительным охлаждением забортного воздуха, выполненных Аланом Бондом специально с целью использования в подобных аэрокосмических системах.
Официально разработка началась после получения государственного финансирования в 1982 году. Конструкторский коллектив был набран из сотрудников компаний Rolls-Royce и British Aerospace возглавляемых Джоном Скотт-Скоттом и доктором Бобом Паркинсоном. Приблизительно в это же время, в США объявили о начале проекта X-30 по разработке аппарата с ГПВРД.

## Проблемы
В ходе разработки выяснилось, что сравнительно тяжёлый двигатель в задней части фюзеляжа аппарата будет смещать его центр масс назад. Это означало, что планер орбитального самолёта необходимо было сконструировать так, чтобы центр аэродинамического сопротивления также был смещён как можно дальше от носовой части, обеспечивая тем самым аэродинамическую стабильность на всех режимах полёта. Такие изменения в конструкции аппарата требовали значительного увеличения массы гидравлических систем ценой уменьшения массы выводимой полезной нагрузки до значений, ставивших под сомнение экономические обоснования проекта. В частности, согласно ряду оценок, обычная ракета с ЖРД, созданная с использованием аналогичных технологий, могла бы иметь схожие характеристики при меньших затратах.

## Завершение
В 1988 году правительство отказалось от продолжения финансирования проекта. Проект был на стадии завершения конструкторских работ, однако дальнейшие планы стали слишком рискованны с учётом возникших проблем с аэродинамикой и эксплуатационными недостатками.

## Последующее развитие
В 1991 году компания British Aerospace предложила удешевлённый вариант Interim HOTOL (Промежуточный HOTOL) или HOTOL 2, который предлагалось запускать с модифицированного самолета Ан-225, однако проект был отвергнут. Промежуточный HOTOL вместо воздушно-реактивного двигателя должен был использовать обычные кислород-водородные ЖРД.
В 1989 году, один из разработчиков проекта HOTOL Алан Бонд создал компанию Reaction Engines Limited (REL), которая начала разработку орбитального самолёта Skylon, для обхода недостатков проекта HOTOL. В ноябре 2012 года, компания REL провела ряд испытаний двигателя под наблюдением Европейского космического агентства, и сообщила о том, что их результаты были успешны, и что основные технические трудности были преодолены. В июле 2013 года, правительство Великобритании объявило о том, что вложит 60 млн фунтов стерлингов в компанию.

## Дополнительно
- Julian Moxon, Hotol: where next?, Flight International, 1 марта 1986. (Двухстраничная дискуссия с техническим описанием).
- Alan Postlethwaite, Hotol fights for life, Flight International, 25 марта 1989. (Детальный чертеж)
- Rob Coppinger, Secret files reveal US interest in UK HOTOL spaceplane, Flight International, 23 февраля 2009. (Дискуссии в правительстве 1984-5).